# Jean-Jacques Desvaux de Saint-Maurice
Jean-Jacques Desvaux de Saint-Maurice, (1775 - 1815), baron, a fost un general francez francez al perioadei napoleoniene. Provenind dintr-o familie nobilă, Desvaux intră la Școala de artilerie din Châlons-en-Champagne, pe urmă sevește în armata Alpilor, apoi în armata Pirineilor Orientali, sub comanda lui Dugommier, fiind apoi aghiotant al generalilor Saint-Remy și  Marmont. Devine colonel în 1803 și este rănit la Bătălia de la Ulm, apoi făcut prizonier. Din 1806, primește comanda artileriei, întâi în Dalmația, apoi la Frioul. Devine general de brigadă în 1809, devenind colonel-maior al artileriei ecvestre a Gărzii. Baron din 1810, își păstrează comanda artileriei ecvestre în toate campaniile următoare, până în 1813 inclusiv, an în care devine general de divizie. În timpul campaniei din Franța, un an mai târziu, este comandant al artileriei armatei staționate la Lyon. În timpul celor o sută de zile este comandant al artileriei Gărzii și este ucis de o ghiulea la Waterloo. Numele său este înscris pe Arcul de Triumf din Paris.  